# Lucerne Mines
Lucerne Mines és una concentració de població designada pel cens dels Estats Units a l'estat de Pennsilvània. Segons el cens del 2000 tenia 951 habitants.

## Demografia
Segons el cens del 2000, Lucerne Mines tenia 951 habitants, 407 habitatges, i 293 famílies. La densitat de població era de 427 habitants/km².
Dels 407 habitatges en un 23,1% hi vivien nens de menys de 18 anys, en un 57,2% hi vivien parelles casades, en un 10,8% dones solteres, i en un 27,8% no eren unitats familiars. En el 25,3% dels habitatges hi vivien persones soles el 15,5% de les quals corresponia a persones de 65 anys o més que vivien soles. El nombre mitjà de persones vivint en cada habitatge era de 2,33 i el nombre mitjà de persones que vivien en cada família era de 2,76.
Per edats la població es repartia de la següent manera: un 19,1% tenia menys de 18 anys, un 6,1% entre 18 i 24, un 27,8% entre 25 i 44, un 23,4% de 45 a 60 i un 23,6% 65 anys o més.
L'edat mediana era de 43 anys. Per cada 100 dones de 18 o més anys hi havia 93,2 homes.
La renda mediana per habitatge era de 28.427 $ i la renda mediana per família de 33.580 $. Els homes tenien una renda mediana de 26.719 $ mentre que les dones 18.036 $. La renda per capita de la població era de 13.976 $. Entorn del 10,4% de les famílies i el 10,4% de la població estaven per davall del llindar de pobresa.

## Poblacions més properes
El següent diagrama mostra les poblacions més properes.